# Sistema sensorial

O sistema nervoso sensorial faz parte do sistema nervoso responsável pelo processamento da informação sensorial. Um sistema sensorial consiste em neurônios sensoriais (incluindo as células receptoras sensoriais), caminhos neurais e partes do cérebro envolvidas na percepção sensorial. Sistemas sensoriais comumente reconhecidos são aqueles visão, audição, tato,paladar,olfato e equilíbrio. Em suma, os sentidos são transdutores do mundo físico para o reino da mente, onde interpretamos a informação, criando nossa percepção do mundo que nos rodeia.
Os organismos precisam de informações para resolver pelo menos três tipos de problemas: (a) manter um ambiente adequado, ou seja, homeostase; (b) atividades de tempo (por exemplo, mudanças sazonais de comportamento) ou sincronizar atividades como os de coespecíficos; e (c) localizar e responder a recursos ou ameaças (por exemplo, movendo-se para recursos ou evadindo ou atacando ameaças). Os organismos também precisam transmitir informações para influenciar o comportamento de outro: identificar-se, alertar coespecíficos de perigo, coordenar atividades ou enganar.
O campo receptivo é a área do corpo ou ambiente ao qual um órgão receptor e células receptoras respondem. Por exemplo, a parte do mundo que um olho pode ver, é o seu campo receptivo; a luz que cada haste ou cone pode ver, é o seu campo receptivo. Os campos receptivos foram identificados para o sistema visual, sistema auditivo e sistema somatossensorial.

## Estímulo
Os sistemas sensoriais codificam quatro aspectos de um estímulo; tipo (modalidade), intensidade, localização e duração. A hora de chegada de um pulso de som e diferenças de fase de som contínuo são usadas para localização de som. Certos receptores são sensíveis a certos tipos de estímulos (por exemplo, diferentes mecanorreceptores respondem melhor a diferentes tipos de estímulos tácteis, como objetos nítidos ou contundentes). Os receptores enviam impulsos em certos padrões para enviar informações sobre a intensidade de um estímulo (por exemplo, como um som é alto). A localização do receptor que é estimulado dá a informação do cérebro sobre a localização do estímulo (por exemplo, estimular um mecanorreceptor em um dedo enviará informações para o cérebro sobre esse dedo). A duração do estímulo (quanto dura) é transmitida por padrões de disparo dos receptores. Esses impulsos são transmitidos ao cérebro através de neurônios aferentes.

## Transmissão
O objetivo de todo sistema sensorial é enviar as informações obtidas para o sistema nervoso central ou para alguma região que possa corretamente analisar e processar a informação, como a medula vertebral ou até mesmo alguns gânglios nervosos. Isso garante que organismos desenvolvam uma resposta apropriada para determinado estimulo, mesmo que esta resposta seja nula. A transmissão de informações dos receptores sensoriais ocorre pelos neurônios aferentes.

## Sentidos e sensores (5 sentidos)
Desde Aristóteles, culturalmente se reconhecem cinco sentidos: visão, audição, paladar, olfato e tato. A lista se estende, porém, com a divisão de alguns deles em subgrupos e a adição de outros sentidos. Não há consenso na quantidade, devido à falta de solidez na definição do que constitui sentido.
Uma definição bastante aceita seria a de que um sentido é um sistema que consiste em um grupo de um tipo de células sensoriais que responde a um fenômeno físico específico, e que corresponde a um determinado grupo de regiões do cérebro onde os sinais são recebidos e interpretados. Discussões sobre o número de sentidos que os  seres humanos possuem tipicamente surgem da classificação dos vários tipos de células e as regiões do cérebro correspondentes.
Cada receptor sensorial responde a um determinado tipo de estímulo. Os olhos, por exemplo, possuem um tipo de sensor que detecta luz, e este sensor detecta apenas isso. Além disso, os receptores sensoriais possuem a capacidade de enviar a informação em diferentes padrões, garantindo assim o entendimento do sistema nervoso central para, digamos, a intensidade e duração; a localização do receptor que é estimulado dá ao cérebro informações sobre a localização do estímulo.

### Visão
Visão é a habilidade que nos permite ver o que ocorre em nossa volta, a janela para o mundo. A luz forma imagens nos fotorreceptores da retina, dentro de cada olho, e a informação é levada ao cérebro pelos nervos ópticos. A visão não é um sentido por si só, mas um aglomerado de mais de um deles, pois há mais de um receptor para mais de uma informação. O primeiro é a capacidade de detectar intensidade luminosa; os receptores são células chamadas bastonetes, que trabalham bem até em menores intensidades de luz, mas não possuem a capacidade de detectar cor. O outro sentido é a capacidade de detectar cores, e as células receptoras são os cones, que exigem uma quantidade maior de luz para funcionarem bem; há o debate se este constitui um ou três sentidos diferentes, pois há três tipos de cones, um para cada cor primária. Há, ainda, discussão sobre um terceiro sentido, o da estereopsia, a percepção de profundidade e distância usando ambos os olhos, mas geralmente ela é considerada uma função cognitiva (pós sensorial) do córtex visual do cérebro, ou seja, a interpretação de informação previamente adquirida de outra forma.

O olho é revestido por três membranas: esclera, coroide e retina. A esclera é a camada mais externa, o que chamamos de "branco do olho" ou "parte branca"
A parte anterior da esclera é constituída pela córnea, que é uma membrana curva e transparente por onde passa a luz.
Além da córnea, há a coroide – essa membrana intermediária apresenta muitos vasos sanguíneos que nutrem as células oculares.
Na parte anterior da coroide, sob a córnea, encontra-se a íris, que é a parte colorida do olho. No centro da íris, há uma abertura, a pupila, por onde a luz entra no olho. A cor da íris depende da quantidade de melanina (substância também responsável pela cor da pele) que a pessoa possui. A quantidade de pigmento é hereditária, ou seja, é determinada pelos genes.

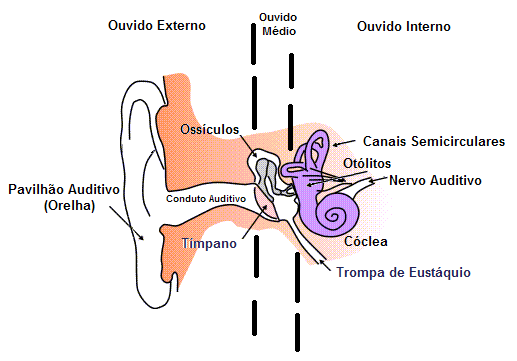
A orelha possui receptores para os sentidos auditivo e vestibular.

### Audição
Audição é a percepção do som pelo ouvido. O som é a propagação de ondas mecânicas em meios materiais, fazendo portanto da audição a percepção da vibração. As ondas sonoras chegam até o aparelho auditivo, fazem o tímpano vibrar que, por sua vez, faz os três ossos da orelha (martelo, bigorna e estribo) vibrarem; as vibrações são passadas para a cóclea, onde viram impulsos nervosos que são transmitidos ao cérebro pelo nervo auditivo. Dado que as ondas sonoras normalmente possuem uma quantidade minúscula de energia, o ouvido é excepcionalmente sensível, e portanto, frágil.
A  frequência de audição de um ser humano é padronizada na faixa de 20 a 20000 Hertz, mas há variação na literatura científica. A capacidade de ouvir em altas frequências diminui com a idade, e mais acentuadamente em homens que em mulheres. Algumas das frequências mais baixas que podem ser detectadas pela audição também podem ser sentidas tactualmente.
Nossos ouvidos também nos ajudam a perceber o que está ocorrendo a nossa volta. Além de perceberem os sons, eles também nos dão informações sobre a posição de nossos corpos, sendo parcialmente responsáveis por nosso equilíbrio. O pavilhão auditivo (orelha externa) concentra e capta o som para podermos ouvir os sons da natureza, diferenciar os sons vindos do mar do som vindo de um automóvel, os sons fortes e fracos, graves e agudos.
Por possuirmos duas orelhas, uma de cada lado da cabeça, conseguimos localizar a que distância se encontra o emissor do som. Percebemos a diferença da chegada do som nas duas diferentes orelhas. Desse modo, podemos calcular a que distância encontra-se o emissor. Nossas orelhas captam e concentram as vibrações do ar, ou melhor, as ondas sonoras, que passam para a parte interna do nosso aparelho auditivo, as orelhas médias, onde a vibração do ar faz vibrar nossos tímpanos - as membranas que separam as orelhas externas das médias.

### Paladar
Paladar (ou gustação) é a capacidade de reconhecer os gostos de substâncias como comida, alguns minerais, até venenos etc. Existem cinco sabores básicos bem aceitos: salgado, doce, amargo, ácido e umami; e há o debate se também há os sabores de ácidos graxos e cálcio. Os receptores envolvidos neste sentido são células que se agrupam nas chamadas papilas gustativas. As papilas gustativas se espalham em concentrações diferentes por toda a língua, e estão presentes, ainda que em menor número, até no céu da boca, garganta, esôfago e nariz; suas concentrações variam consideravelmente de indivíduo para indivíduo. Isso significa que, ao contrário da lenda popular, a língua percebe sabores diferentes de forma razoavelmente igual por toda a sua extensão.
Mesmo com os olhos vendados e o nariz tapado, somos capazes de identificar um alimento que é colocado dentro de nossa boca. Esse sentido é o paladar. Partículas se desprendem do alimento e se dissolvem na nossa boca, onde a informação é transformada para ser conduzida até o cérebro, que vai decodificá-la. Os seres humanos distinguem as sensações de doce, salgado, azedo e amargo através das papilas gustativas, situadas nas diferentes regiões da língua.
Para sentirmos os diferentes sabores, os grupamentos atômicos dos alimentos são dissolvidos pela água existente em nossa boca e estimulam nossos receptores gustativos existentes nas papilas.
Nossos sentidos nos informam, de várias maneiras, sobre o que está acontecendo a nossa volta. Podemos ver e ouvir, cheirar e sentir sabores. Podemos sentir a textura e a temperatura das coisas que tocamos. Nossos sentidos são impressionados pela matéria e a energia e, assim, nosso organismo entra em contato com o meio ambiente.
No entanto, nossos órgãos dos sentidos são limitados, percebem apenas uma determinada quantidade de comprimentos de ondas luminosas, sonoras, etc. Do mesmo modo, nosso corpo suporta somente uma determinada quantidade de pressão. Mas o homem passou a criar instrumentos para ampliar a sua percepção do mundo, podendo enxergar objetos cada vez menores e maiores, compreender e identificar ultra-sons e infra-sons. Com a possibilidade de um novo olhar, o homem foi encontrando novos problemas, levantando novas hipóteses, chegando a novas conclusões e conhecendo novas realidades.

### Olfato
O nariz é constituído pelas fossas nasais e pela pirâmide nasal. Na cavidade nasal encontra-se a pituitária que possui inúmeras terminações nervosas. As substâncias, ao passarem pela mucosa, estimulam as terminações nervosas e o nervo olfativo encaminha as mensagens até o córtex cerebral.
Podemos adivinhar o que está no forno apenas pelo cheiro que sentimos no ar da cozinha. Esse é o sentido do olfato. Partículas saídas dos alimentos, de líquidos, de flores, etc. chegam ao nosso nariz e se dissolvem no tecido que reveste a região interna do teto da cavidade nasal, a mucosa olfatória. Ali a informação é transformada, para ser conduzida, através do nervo olfatório, até o cérebro, onde será decodificada.

### Tato
O tato, sistema somatossensorial ou mecanorreceptor, é uma percepção resultante da ativação de receptores neuronais, geralmente na pele, incluindo os folículos de cabelo, mas também na língua, na garganta, e mucosa. Existem inúmeras terminações nervosas especializadas situadas na pele e nos tecidos internos do organismo, que estão sujeitas a estímulos do tipo: calor, frio, dor, tato, entre outros. Tais estímulos são transformados em impulsos nervosos e enviados ao sistema nervoso central, na qual são interpretados e respondidos.
A nossa pele nos permite perceber a textura dos diferentes materiais, assim como a temperatura dos objetos, pelas diferenças de pressão, captando as variações da energia térmica e ainda as sensações de dor. Podemos sentir a suavidade do revestimento externo de um pêssego, o calor do corpo de uma criança que seguramos no colo e a maciez da pele de um corpo que acariciamos. Sem essas informações, nossas sensações de prazer seriam diminuídas, poderíamos nos queimar ou nos machucaríamos com frequência. Essa forma de percepção do mundo é conhecida como tato.

## Receptores
A inicialização da sensação decorre da resposta de um receptor específico a um estímulo físico. Os receptores que reagem ao estímulo e iniciam o processo de sensação são geralmente caracterizados em quatro categorias distintas: quimiorreceptores, fotorreceptores, mecanorreceptores e termorreceptores. Todos os receptores recebem estímulos físicos distintos e transduzem o sinal em um potencial de ação elétrica. Esse potencial de ação, em seguida, viaja ao longo de neurônios aferentes para regiões específicas do cérebro onde é processado e interpretado.

### Quimiorreceptores
Quimiorreceptores ou quimiossensores, detectam certos estímulos químicos e transduzem esse sinal em um potencial de ação elétrica. Os dois principais tipos de quimiorreceptores são:
- Os quimiorreceptores de distância são essenciais para receber estímulos no sistema olfativo através de neurônios receptores olfativos e neurônios no órgão vomeronasal.
- Os quimiorreceptores diretos incluem os papilas gustativas no sistema gustativo, bem como receptores nos corpos aórticos que detectam mudanças na concentração de oxigênio.

### Fotorreceptores
Os fotorreceptores são capazes de fototransdução, um processo que converte a luz (radiação eletromagnética) em outros tipos de energia, um potencial de membrana. Os três principais tipos de fotorreceptores são: cones, que são fotorreceptores que respondem significativamente à cor. Nos seres humanos, os três tipos diferentes de cones correspondem a uma resposta primária ao curto comprimento de onda (azul), comprimento de onda médio (verde) e comprimento de onda longo (amarelo/vermelho). As células da haste são fotorreceptores que são muito sensíveis à intensidade da luz, permitindo a visão em iluminação fraca. As concentrações e proporção de varas em cones estão fortemente correlacionadas com o fato de um animal ser diurno ou noturno. Em seres humanos, as hastes superam em número os cones em aproximadamente 20: 1, enquanto em animais noturnos, como a coruja taudada, a razão é mais próxima de 1000: 1. As células ganglionares residem na medula e retina adrenal onde estão envolvidas na resposta simpática. Dos 1,3 milhões de células ganglionares presentes na retina, acredita-se que 1-2% sejam ganglios fotossensíveis. Esses ganglios fotossensíveis desempenham um papel na visão consciente de alguns animais, e acredita-se que façam o mesmo em seres humanos.

### Mecanorreceptores
Os organorreceptores são receptores sensoriais que respondem a forças mecânicas, como pressão ou distorção. Enquanto os mecanorreceptores estão presentes nas células ciliadas e desempenham um papel fundamental nos sistemas vestibulares e auditivos, a maioria dos mecanorreceptores são cutâneos e agrupados em quatro categorias:
- Adaptação lenta dos receptores tipo 1 tem pequenos campos receptivos e responde à estimulação estática. Estes receptores são utilizados principalmente nas sensações de forma e rugosidade.
- Adaptação lenta dos receptores de tipo 2 tem grandes campos receptivos e responde ao estiramento. De forma semelhante ao tipo 1, eles produzem respostas sustentadas a um estímulo continuado.
- Os receptores de adaptação rápida têm pequenos campos receptivos e subjazem a percepção de deslizamento.
- Os receptores de Pacinian têm grandes campos receptivos e são os receptores predominantes para a vibração de alta freqüência.

### Termorreceptores
Os termorreceptores são receptores sensoriais que respondem a temperaturas variáveis. Embora os mecanismos através dos quais esses receptores funcionem não sejam claros, descobertas recentes mostraram que os mamíferos têm pelo menos dois tipos distintos de termorreceptores:
- O bulbo final de Krause, ou corpúsculo bulboidal, detecta temperaturas acima da temperatura corporal.
- O órgão final de Ruffini detecta temperaturas abaixo da temperatura corporal.

### Nociceptores
Nociceptores respondem a estímulos potencialmente prejudiciais ao enviar sinais para a medula espinhal e o cérebro. Esse processo, chamado nocicepção, geralmente causa a percepção da dor. Eles são encontrados nos órgãos internos, bem como na superfície do corpo. Nociceptores detectam diferentes tipos de estímulos prejudiciais ou danos reais. Aqueles que só respondem quando os tecidos são danificados são conhecidos como nociceptores "dormindo" ou "silenciosos".
- Os nociceptores térmicos são ativados por calor nocivo ou frio a várias temperaturas.
- Os nociceptores mecânicos respondem ao excesso de pressão ou à deformação mecânica.
- Os nociceptores químicos respondem a uma grande variedade de produtos químicos, alguns dos quais são sinais de danos nos tecidos. Eles estão envolvidos na detecção de algumas especiarias nos alimentos.

## Córtex sensorial
Todos os estímulos recebidos pelos receptores listados acima são transduzidos para um potencial de ação, que é transportado ao longo de um ou mais neurônios aferentes em direção a uma área específica do cérebro. Embora o termo córtex sensorial seja frequentemente usado informalmente para se referir ao córtex somatossensorial, o termo se refere mais precisamente às múltiplas áreas do cérebro em que os sentidos são recebidos para serem processados. Para os cinco sentidos tradicionais nos seres humanos, isso inclui os córtex primário e secundário dos diferentes sentidos: o córtex somatossensorial, o córtex visual, o córtex auditivo, o córtex olfativo primário e o córtex gustativo. Outras modalidades possuem áreas correspondentes do córtex sensorial, incluindo o córtex vestibular para o senso de equilíbrio.

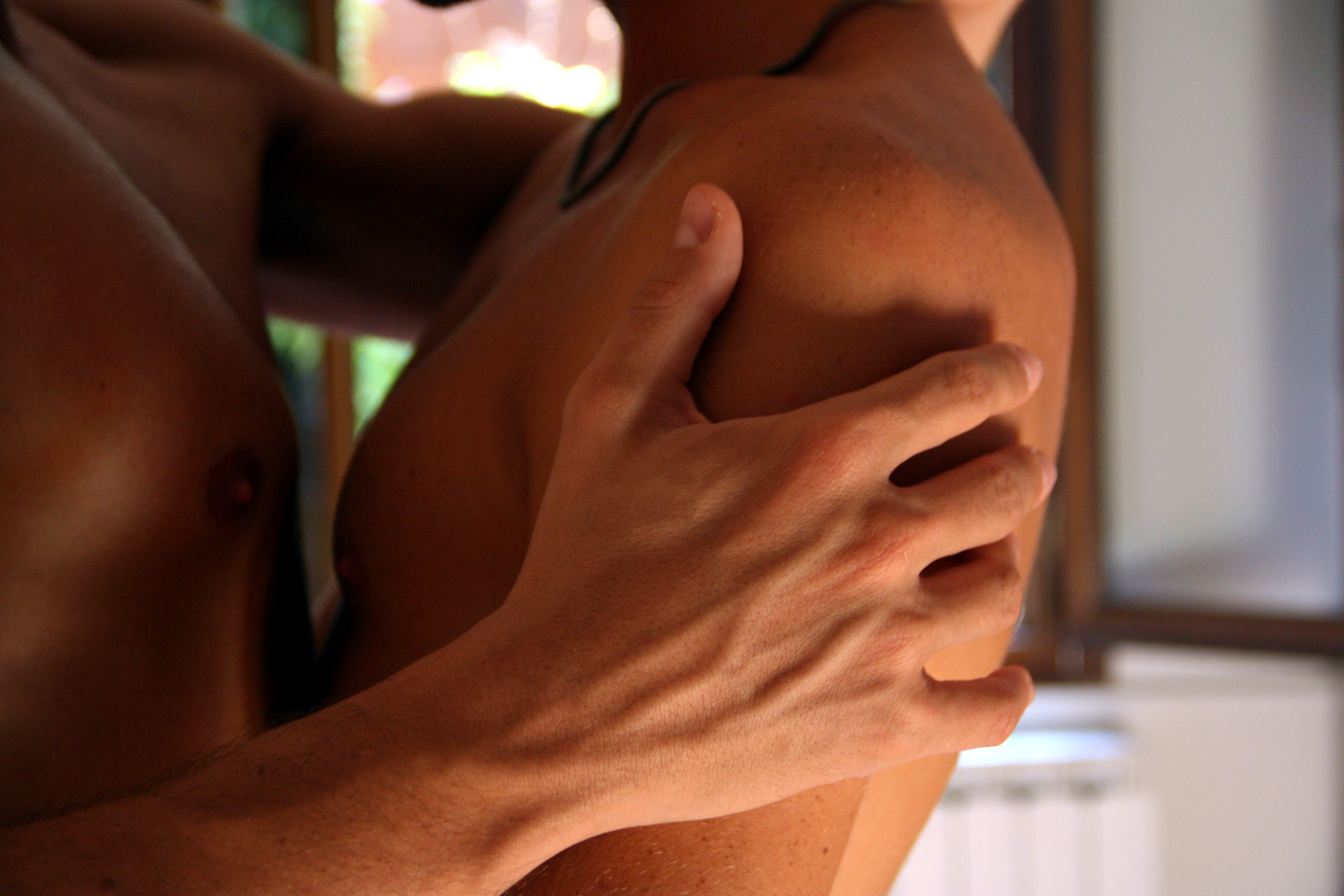
Pele

### Córtex somatossensorial
Localizado no lobo parietal, o córtex somatossensorial primário é a principal área receptiva para o senso de toque e propriocepção no sistema somatossensorial. Este córtex é ainda dividido em áreas de Brodmann 1, 2 e 3. A área de Brodmann 3 é considerada o centro de processamento primário do córtex somatossensorial, pois recebe significativamente mais insumos do tálamo, possui neurônios altamente responsivos aos estímulos somatossensíveis e podem evocar somáticos sensações através de estimulação elétrica. As áreas 1 e 2 recebem a maior parte da sua entrada da área 3. Existem também caminhos para a propriocepção (através do cerebelo) e controle do motor (através da área de Brodmann 4).

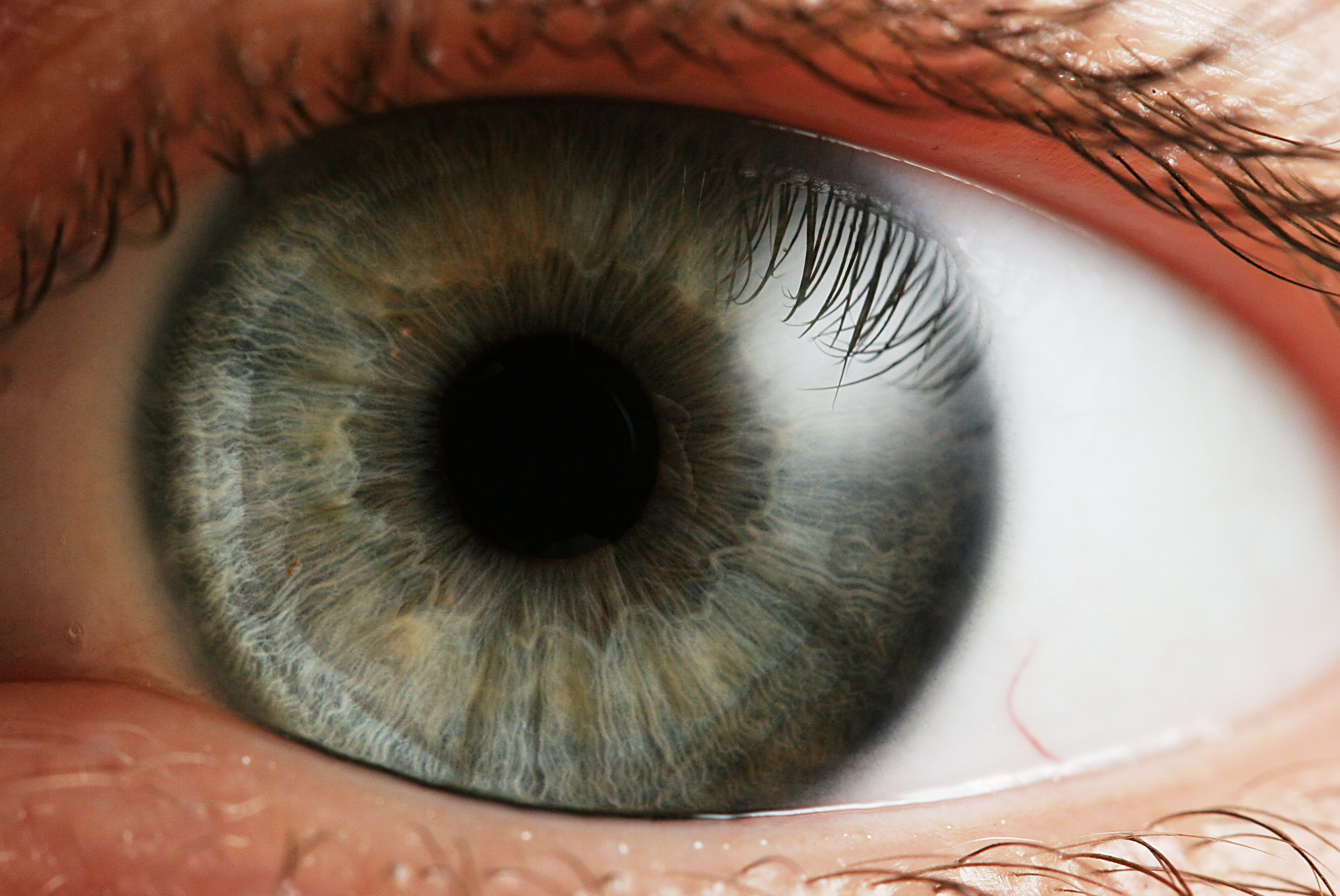
O olho humano é o primeiro elemento de um sistema sensorial: neste caso, visão, para o sistema visual.

### Córtex visual
O córtex visual refere-se ao córtex visual primário, denominado V1 ou Brodmann área 17, bem como as áreas corticais visuais extrastriadas V2-V5. Localizado no lobo occipital, V1 atua como a principal estação de retransmissão para a entrada visual, transmitindo informações para duas vias primárias rotuladas pelas correntes dorsal e ventral. O fluxo dorsal inclui as áreas V2 e V5, e é usado na interpretação de "onde" visual e "como". O fluxo ventral inclui as áreas V2 e V4 e é usado na interpretação de "o que''. Os aumentos na atividade Tarefa negativa são observados em a rede de atenção ventral, após mudanças abruptas nos estímulos sensoriais, no início e compensação dos blocos de tarefa e no final de um julgamento completo.

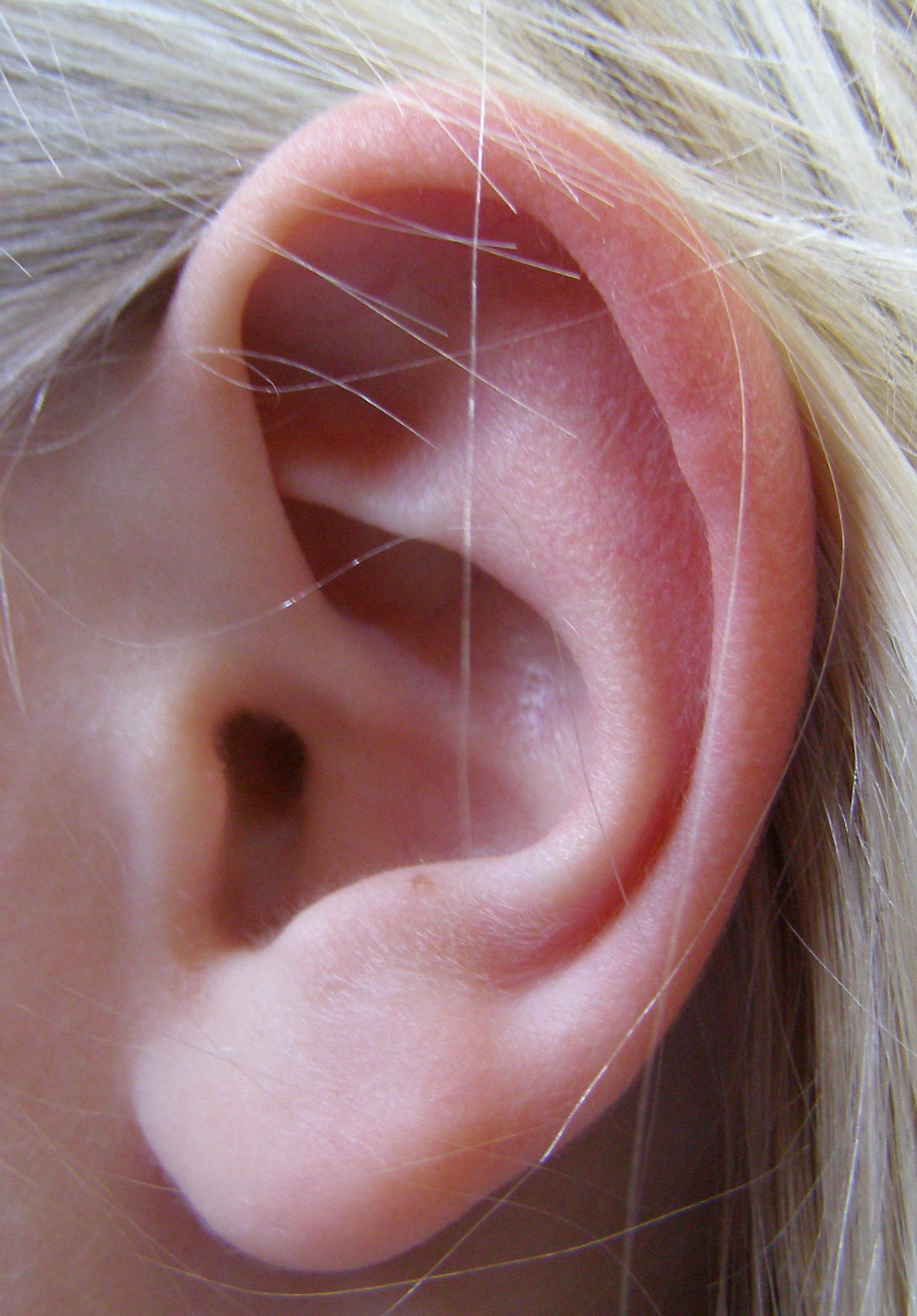
Orelha

### Córtex auditivo
Localizado no lobo temporal, o córtex auditivo é a principal área receptora de informação sonora. O córtex auditivo é composto de áreas Brodmann 41 e 42, também conhecida como área temporal transversal anterior 41 e área temporal transversal posterior 42, respectivamente. Ambas as áreas agem de forma semelhante e são integrantes na recepção e processamento dos sinais transmitidos a partir de receptores auditivos. 

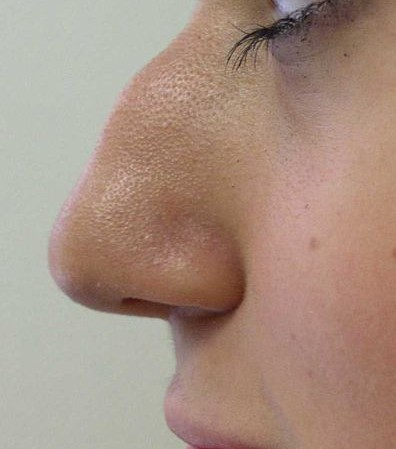
Nariz

### Córtex olfativo primário
Localizado no lobo temporal, o córtex olfativo primário é a área receptora primária para o olfato ou o cheiro. Único para os sistemas olfativos e gustativos, pelo menos em mamíferos, é a implementação de mecanismos de ação periféricos e centrais. Os mecanismos periféricos envolvem neurônios receptores olfativos que transduzem um sinal químico ao longo do nervo olfativo, que termina no bulbo olfativo. Os receptores de quimioterapia envolvidos na cascata nervosa olfativa envolvem o uso de receptores de proteína G para enviar seus sinais químicos para baixo, disse a cascata. Os mecanismos centrais incluem a convergência de axônios do nervo olfatório em glomérulos no bulbo olfativo, onde o sinal é então transmitido para o núcleo olfativo anterior, o córtex piriforme, a amígdala medial e o córtex entorrinal, todos os quais formam o córtex olfativo primário. 
Em contraste com a visão e a audição, as lâmpadas olfativas não são hemisféricas transversas; a lâmpada direita se conecta ao hemisfério direito e a lâmpada esquerda se conecta ao hemisfério esquerdo. 

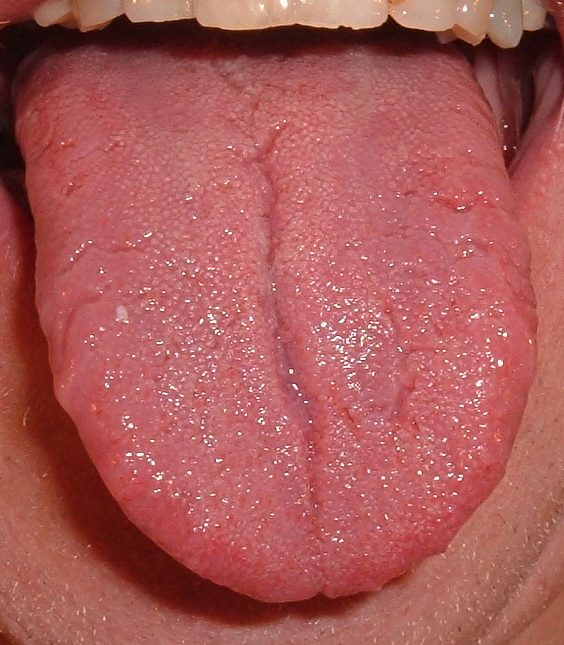
Língua

### Córtex gustativo
O córtex gustativo é a principal área receptiva para o gosto. A palavra sabor é usada em um sentido técnico para se referir especificamente a sensações provenientes de papilas gustativas na língua. As cinco qualidades de sabor detectadas pela língua incluem azor, amargura, doçura, salgilidade e qualidade do sabor da proteína, chamado umami. Em contraste, o termo sabor refere-se à experiência gerada através da integração de gosto com cheiro e informação tátil. O córtex gustativo consiste em duas estruturas primárias: a ínsula anterior, localizada no lobo insular e o operículo frontal, localizado no lobo frontal. Da mesma forma que o córtex olfatório, a via gustativa opera através de mecanismos periféricos e centrais. Os receptores de gosto periférico, localizados na língua, palato macio, faringe e esôfago, transmitem o sinal recebido aos axônios sensoriais primários, onde o sinal é projetado para o núcleo do trato solitário na medula ou o núcleo gustativo do trato solitário complexo. O sinal é então transmitido para o tálamo, que por sua vez projeta o sinal para várias regiões do neocórtex, incluindo o córtex gustativo.
O processamento neural do gosto é afetado em quase todas as etapas do processamento por informações somatossensivas simultâneas da língua, isto é, sensação na boca. O perfume, em contraste, não é combinado com o gosto para criar sabor até regiões de processamento cortical mais altas, como a insula e o córtex orbitofrontal.

## Sistema sensorial humano
O sistema sensorial humano consiste nos seguintes subsistemas:
- O sistema visual consiste nas células do fotorreceptor, nervo óptico e V1
- Sistema auditivo
- O sistema somatossensorial consiste em receptores, transmissores (caminhos) que conduzem a S1 e S1 que experimentam as sensações rotuladas como toque ou pressão, temperatura (quente ou fria), dor (incluindo coceira e cócegas) e as sensações do movimento muscular e articulação, posição que inclui a postura, o movimento e a expressão facial (coletivamente também chamado de propriocepção)
- Sistema gustativo
- Sistema olfativo
- Sistema vestibular

## Sentidos não humanos
Alguns animais, como os peixes, possuem outros órgãos dos sentidos, como a linha lateral. Que é um órgão sensorial usado para detectar movimentos ao redor na água.
A lagosta-boxeadora pode enxergar 12 cores primárias, diferente do humano que só pode enxergar 3: vermelho, verde e azul.